# شامچی ملکو
شامچی ملکو (ارمنی: Շամչի Մելքո؛  زادهٔ دهه ۱۷۵۰ - درگذشته ۱۸۲۱) شاعر، عاشوق اهل ارمنستان بود.

## زندگی‌نامه
وی با نام اصلی گولکانیان ملکی‎‌سدک بژانی (ارمنی: Գուլքանյան Մելքիսեդեկ Բեժանի) در دهه ۱۷۵۰ میلادی به دنیا آمد .  وی در ۱۸۲۱ درگذشت.